# Пяндж

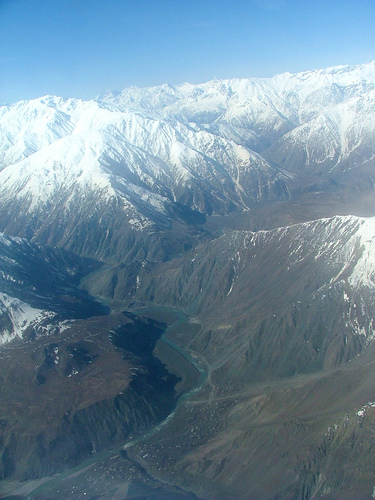
Пяндж біля Кеврону, на кордоні Афганістану і Таджикистану

Пяндж (також П'яндж, дарі پنج [pʰandʒ]; тадж. Панҷ [pʰandʒ]) — річка в Азії, разом із річкою Вахш (права притока) утворює Амудар'ю. Утворюється при злитті річок Паміру і Вахандар'ї. Протікає по кордону Афганістану (лівий берег) і Таджикистану. Довжина 921 км (від витоку Паміру з озера Зоркуль 1125 км), площа басейну — 114 тис. км², середня витрата води 1000 м³/с.
Назва річки походить від слова «п'ять», тому що вона утворюється від злиття п'яти великих річок.
Витоки на кордоні між Афганістаном і Таджикистаном в стародавньому регіоні Бадахшан. Тече на захід по кордону двох країн. Після міста Хорог, столиці Горного Бадахшану Таджикистану він отримує воду від однієї з головних приток — Мургабу. Далі тече на південний захід до злиття з Вахшем і формує найбільшу річку Центральної Азії — Амудар'ю. По частині долини Пянджу йде Памірський тракт: Душанбе — Хорог.

## Споживання води
Договір між СРСР та Афганістаном про використання води, підписаний 1946 року, дозволяє Афганістану використовувати 9 млн м³ води на рік. Афганістан споживає близько 2 млн м³ води щороку. Якщо Афганістан розпочне забирати воду в повному обсязі, що дозволяє договір, це може призвести до екологічної катастрофи. Використовується для зрошення.

## Мости
- Міст Афганістан-Таджикистан: автомобільний міст через річку між Таджикистаном та Афганістаном у Нижньому Пянджі. Контракт було підписано у травні 2005, та будівництво мосту розпочалося в січні 2006 і було завершено в серпні 2007 року. Фінансування було надано урядом США, на суму в $37 млн, і будувалось італійською Генеральною Будівельною компанією Rizzani de Eccher S.p.A. під проводом Інженерного корпусу армії США. Міст замінив поромну переправу потужністю 60 автомобілів на день, і не працюючу багато місяців на рік через сильну течію річки.
- Ще один міст був побудований при злитті з Гунтом у Хорозі у 2003.
- Міст також існує в Лангарі, можливо, закритий.

Aga Khan Development Network брала участь у проекті по будівництву серії з трьох мостів через річку Пяндж між Таджикистаном та Афганістаном.
- Перший з цих мостів, з'єднує Тем на таджицькому боці з Демоганом на афганському боці[8][9].
- В липні 2004 року було відкрито Таджицько-Афганський міст дружби у Дарвазі[10].
- Ішкашимський міст між містами Ішкашим, Афганістан та Ішкашим, Таджикистан було відкрито в жовтні 2006 року[11][12].